# Rio Pelotas
Der Rio Pelotas ist ein Fluss in Südbrasilien und ein Quellfluss des Río Uruguay.
Der Fluss entspringt am Alto do Bispo im Nationalpark São Joaquim in der Serra Geral, wo diese auf die Serra do Mar trifft, und fließt 437 km nordwestlich, bevor er mit dem Rio Canoas zusammenfließt, um den Rio Uruguay zu bilden. Der Pelotas bildet auf langer Strecke die Grenze zwischen den Bundesstaaten Rio Grande do Sul und Santa Catarina.
Am Pelotas begann man 2004 mit den Bauarbeiten für das Barra-Grande-Projekt, eine große Talsperre mit einem Wasserkraftwerk. Das Staudammprojekt hat größere Proteste von lokalen Anliegern und internationalen Umweltgruppen hervorgerufen.